# Branko Horjak
Branko Horjak (1951) è un allenatore di calcio ed ex calciatore sloveno, fino al 1991 jugoslavo, di ruolo attaccante.
Vanta 56 presenze e 8 reti nella massima divisione jugoslava. È primatista di reti (177) con la maglia del Maribor, decimo come calciatore più presente nella storia del Maribor (268).